# Juan Amador Sánchez
Juan Amador Sánchez (Totoras, Provincia de Santa Fe, 26 de enero de 1961) es un exfutbolista y actual director técnico argentino. Jugaba como marcador central y su primer equipo fue Huracán. Su último club antes de retirarse fue Deportivo Morón. Es padre del futbolista Alan Sánchez.
Actualmente es el coordinador de inferiores del Club Atlético Platense.

## Trayectoria

### Como entrenador
En julio de 2011, luego del descenso de Huracán a la Primera B Nacional y la rescisión del contrato de Roberto Pompei, fue contratado como director técnico de la institución de Parque Patricios. Previamente había tenido la posibilidad de ser el ayudante de campo de Matías Almeyda en River Plate, pero finalmente decidió ir a Huracán por ser simpatizante del club.  Los resultados no acompañaron al equipo, ya que solo consiguió cuatro puntos en cinco partidos. Muy dolido, se dio cuenta de que Huracán necesitaba un cambio y decidió renunciar al cargo. Entre lágrimas declaró que era el momento más difícil de su carrera deportiva.

## Clubes

### Como jugador
| Club                  | País      | Año       |
| --------------------- | --------- | --------- |
| C.A. Huracán          | Argentina | 1981-1986 |
| C.A. Boca Juniors     | Argentina | 1986-1987 |
| C.A. Platense         | Argentina | 1987-1990 |
| River Plate           | Argentina | 1990-1992 |
| Atlético Rafaela      | Argentina | 1992-1993 |
| Unión de Santa Fe     | Argentina | 1993-1994 |
| San Martín de Tucumán | Argentina | 1994-1995 |
| Atlético Tucumán      | Argentina | 1995-1996 |
| Nueva Chicago         | Argentina | 1996-1997 |
| Deportivo Morón       | Argentina | 1997-1998 |

### Como entrenador
| Club                      | País      | Año       |
| ------------------------- | --------- | --------- |
| San Telmo                 | Argentina | 2001      |
| Selección de Haití        | Haití     | 2003      |
| Almagro                   | Argentina | 2003-2005 |
| Guaraní                   | Paraguay  | 2005      |
| Universitario             | Perú      | 2006      |
| Platense                  | Argentina | 2006      |
| Aucas                     | Ecuador   | 2006-2007 |
| Atlético Rafaela          | Argentina | 2007-2008 |
| Almagro                   | Argentina | 2008      |
| Talleres de Córdoba       | Argentina | 2009      |
| Boca Unidos de Corrientes | Argentina | 2010-2011 |
| Huracán                   | Argentina | 2011      |
| Olmedo                    | Ecuador   | 2012      |
| Defensores de Belgrano    | Argentina | 2012      |
| San Martín de Tucumán     | Argentina | 2013-2014 |
| Chaco For Ever            | Argentina | 2014      |
| Manta                     | Ecuador   | 2015      |
| Platense (interino)       | Argentina | 2017      |

### Como mánager
| Club          | País      | Año    |
| ------------- | --------- | ------ |
| C.A. Platense | Argentina | 2016-? |

## Palmarés

### Como jugador
| Título                    | Club              | País      | Año    |
| ------------------------- | ----------------- | --------- | ------ |
| Liguilla Pre-Libertadores | C.A. Boca Juniors | Argentina | 1987   |
| Liguilla Pre-Libertadores | C.A. Platense     | Argentina | 1988   |
| Primera División          | River Plate       | Argentina | A-1991 |

### Como entrenador
| Título                     | Club          | País      | Año  |
| -------------------------- | ------------- | --------- | ---- |
| Ascenso a Primera División | Club Almagro  | Argentina | 2004 |
| Primera B                  | C.A. Platense | Argentina | 2006 |

### Como Mánager
| Título                     | Club          | País      | Año  |
| -------------------------- | ------------- | --------- | ---- |
| Primera B                  | C.A. Platense | Argentina | 2018 |
| Ascenso a Primera División | C.A. Platense | Argentina | 2021 |